# نيك سلون
نيك سلون (بالإنجليزية: Nick Sloane)‏ هو مهندس جنوب أفريقي، ولد في 5 يوليو 1961 في كيتوي في زامبيا.